# Wadim Alexandrowitsch Trapesnikow
Wadim Alexandrowitsch Trapesnikow (russisch Вади́м Алекса́ндрович Трапе́зников; * 28. Novemberjul. / 11. Dezember 1905greg. in Moskau; † 15. August 1994 ebenda) war ein russischer Elektroingenieur, Kybernetiker und Hochschullehrer.

## Leben
Trapesnikow aus einer Adelsfamilie besuchte das Erste Moskauer Gymnasium, das er jedoch wegen der Oktoberrevolution und des anschließenden Bürgerkrieges nicht abschließen konnte. Darauf arbeitete er als Chemielaborant, als Nivellierer bei der Eisenbahn und als Meteorologe für die Haushaltswarenfirma MosChos in Dolgoprudny. Neben der Arbeit besuchte er die Berufsschule. 1921 begann er ein Studium an der Universität Moskau. 1923 wechselte er zur Technischen Universität Moskau und studierte Elektrotechnik mit Abschluss 1928. Gegenstand seiner Diplomarbeit war die Eisenbahnzugbeleuchtung.
1928–1933 arbeitete Trapesnikow im Allunions-Elektrotechnik-Institut. Er untersuchte die Bedingungen für eine optimierte Massenherstellung von Drehstrom-Asynchronmaschinen und veröffentlichte 1929 seinen ersten Fachaufsatz Untersuchung des Rosenberg-Gleichstromgenerators. 1933 wechselte er als Brigade-Ingenieur zur Orgenergo in Swerdlowsk. 1934–1937 war er Mitglied des Expertenrates für die Allunionsserien der elektrischen Maschinen. 1936 erhielt er seine erste Urheberurkunde für die Konstruktion eines Temperaturreglers. 1937 erschien seine Monografie Grundlagen der Planung von Serienasynchronmaschinen. 1938 wurde er Chefingenieur der Automatenwerkstätten. Gleichzeitig erhielt er eine Einladung zur Leitung des Automatenlaboratoriums des Wissenschaftlichen Baumwollinstituts.
Seit 1930 lehrte Trapesnikow am Moskauer Energetischen Institut als Assistent, Dozent und schließlich Professor. 1938 wurde ihm ohne Dissertation der Grad eines Kandidaten der Technischen Wissenschaften verliehen. Am Ende dieses Jahres verteidigte er erfolgreich seine Doktor-Dissertation Grundlagen der unterschiedlichen Planung von Asynchronmaschinen.
1941 wurde Trapesnikow wissenschaftlicher Oberassistent im Institut für Automatik und Telemechanik (dem späteren W. A. Trapesnikow-Institut für Probleme der Kontrolltheorie der Akademie der Wissenschaften der UdSSR). Dort richtete er ein Automatenlaboratorium ein. Nach dem deutschen Angriff wurde er mit dem Institut nach Uljanowsk evakuiert. Für die Verteidigungsindustrie wurden unter seiner Leitung Automaten für die Schüttgutwägung und die Kontrolle der Massenproduktion gebaut. 1947 erschien sein Buch Automatische Größenkontrolle.
1951 wurde Trapesnikow Direktor des Instituts für Automatik und Telemechanik. 1953 folgte die Wahl zum Korrespondierenden Mitglied der Akademie der Wissenschaften der UdSSR und 1960 die zum Wirklichen Mitglied. 1958 beteiligte er sich auf Anraten des Akademiemitgliedes Anatoli Petrowitsch Alexandrow an einem Wettbewerb für Vorprojekte zum Bau der hochkomplexen Regelungsanlagen für die neue Klasse der Atom-U-Boote, die als Jäger der Über- und Unterwasserschiffe der voraussichtlichen Gegner dienen sollten. Sogleich wurde er auf Beschluss des ZK der KPdSU und des Ministerrats der UdSSR wissenschaftlicher Leiter des Projektes, und sein Institut war eins der mitwirkenden Institute. Die erste Jagd-U-Boot-Version (Blauwal) wurde 1971 zu Wasser gelassen. Die entwickelte Technologie wurde dann auch in dem Atomeisbrecher Arktika, Sibir und anderen eingesetzt.
Neben seiner Arbeit als Institutsdirektor war Trapesnikow 1965–1978 Erster Stellvertreter des Präsidenten des Komitees für Wissenschaft und Technik des Ministerrats der UdSSR. 1966 wurde er außerplanmäßig auf den neuen Lehrstuhl für allgemeine Probleme der Kontrolltheorie der Fakultät für Mechanik und Mathematik der Universität Moskau berufen, den er bis 1989 innehatte. Tatsächlich baute Sergei Wassiljewitsch Fomin den Lehrstuhl auf und leitete ihn. Der Lehrstuhl durchlebte schwierige Zeiten, aber Trapesnikows Autorität bewahrte ihn vor der Auflösung. 1978 ging er in den Ruhestand. Er war Ehrenmitglied der Ungarischen Akademie der Wissenschaften und der Tschechoslowakischen Akademie der Wissenschaften.
Trapesnikow fand sein Grab auf dem Moskauer Kunzewoer Friedhof.

## Ehrungen
- Medaille „Für heldenmütige Arbeit im Großen Vaterländischen Krieg 1941–1945“ (1945)
- Orden des Roten Banners der Arbeit (1949)
- Stalinpreis (1951) für die Entwicklung elektronischer Rechenanlagen
- Held der sozialistischen Arbeit (1965) für seine Verdienste im Bereich der Regelungstechnik in Verbindung mit seinem 60. Geburtstag
- Leninorden (1965)
- Leninpreis (1981) für die wissenschaftliche Leitung der Entwicklung der Regelungsanlagen für die Jagd-Atom-U-Boote (Projekt 705)
- Orden der Oktoberrevolution